# Proceso triple-alfa
El proceso triple alfa es el proceso por el cual tres núcleos de helio (partículas alfa) se transforman en un núcleo de carbono.
Esta reacción nuclear de fusión solo ocurre a velocidades apreciables a temperaturas por encima de 100 000 000 kelvin y en núcleos estelares con una gran abundancia de helio. Por tanto, este proceso solo es posible en las estrellas más viejas, donde el helio producido por las cadenas protón-protón y el ciclo CNO se ha acumulado en el núcleo. Cuando todo el hidrógeno presente se ha consumido, el núcleo se colapsa hasta que se alcanzan las temperaturas necesarias para iniciar la fusión de helio.
4He + 4He ↔ 8Be
8Be + 4He ↔ 12C + γ + 7,367 MeV
La energía neta liberada en el proceso es de 7,275 MeV
El 8Be producido durante la primera etapa es muy inestable y decae otra vez en dos núcleos de helio en 2,6·10-16 segundos. De todas formas, en las condiciones en las que se fusiona el helio siempre hay pequeñas cantidades de 8Be presentes en equilibrio; la captura de otra partícula alfa da lugar al 12C. El proceso global de conversión de tres partículas alfa en un núcleo de 12C se denomina proceso triple alfa.
Ya que dicho proceso es improbable, debido a la escasa cantidad de 8Be presente en un momento dado, se necesita muchísimo tiempo para formar carbono. Como consecuencia no se produjo carbono durante el Big Bang, ya que la temperatura descendió a niveles inferiores a los requeridos para que se dé esta reacción.
Normalmente, la probabilidad de que se dé el proceso triple alfa debería ser extremadamente pequeña. Pero el nivel energético inferior del berilio-8 tiene exactamente la misma energía que dos partículas alfa, y en la segunda etapa, el 8Be y el 4He tienen exactamente la misma energía que el estado excitado del 12C. Estas resonancias incrementan sustancialmente las posibilidades de que una partícula alfa incidente se combine con un núcleo de berilio-8 para dar lugar a un núcleo de carbono. La existencia de esta resonancia fue predicha por Fred Hoyle antes de que se diera cuenta realmente de su necesidad para que se formara carbono.
Una reacción secundaria del proceso es la fusión de un núcleo de carbono-12 con otra partícula alfa para dar 16O estable, con liberación de energía en forma de fotón gamma:
12C + 4He → 16O + γ
La siguiente etapa donde el oxígeno formado se combina con otra partícula alfa para dar lugar a neón es más dificultosa, debido a las reglas de espín nuclear, y por tanto no pueden formarse elementos más pesados por esta vía.
Como resultado de estas reacciones, se forman grandes cantidades de carbono y oxígeno pero solo fracciones diminutas de estos se transforman en neón y otros núcleos más pesados; son por tanto estos dos las principales cenizas de la combustión del helio. Las resonancias nucleares que dan lugar a tales cantidades de carbono y oxígeno se citan generalmente como evidencia del principio antrópico.
Las reacciones de nucleosíntesis por fusión nuclear solo producen elementos hasta el 56Fe, el núcleo atómico más estable; los elementos más pesados se producen por procesos captura neutrónica. La captura lenta, el proceso S, produce aproximadamente la mitad de dichos elementos. La otra mitad se produce en el proceso R o captura rápida, proceso que probablemente tenga lugar en el núcleo de las supernovas de colapso (tipo II).

## Tasa de reacción y evolución estelar
El proceso triple alfa depende fuertemente de la temperatura y la densidad del material estelar. La energía liberada en esta reacción es aproximadamente proporcional a T30 y al cuadrado de la densidad. En comparación, las cadenas protón-protón (PP) liberan energía proporcionalmente a la cuarta potencia de la temperatura y en proporción directa a la densidad.
Esta fuerte dependencia de la temperatura tiene consecuencias en la última etapa de la evolución estelar, la de gigante roja.
Para masas estelares menores, el helio acumulado en el núcleo previene el colapso estelar mediante la presión de degeneración electrónica (véase Principio de exclusión de Pauli). Por tanto, el volumen del núcleo depende solo de la densidad y no de la presión. Una consecuencia de este hecho es que una vez que una estrella pequeña ha llegado a este estado, solo puede ir aumentando la temperatura del núcleo hasta que se llega al punto de ignición del helio. Ya que la velocidad de este proceso depende fuertemente de la temperatura, y sin una expansión estelar que la disminuya, dicha velocidad aumenta exponencialmente, consumiéndose del 60 al 80 % del helio presente en pocos minutos. En ese momento se liberan cantidades inmensas de energía cuando la alta temperatura provoca la expansión repentina de la estrella, dando lugar al llamado "flash de helio". Este proceso solo se da en estrellas de masa menor a 1,4 MSol, el límite de Chandrasekhar.
En estrellas más masivas, la combustión del helio se da en una capa que rodea a un núcleo degenerado de carbono. Ya que la capa donde se fusiona el helio no está degenerada, la energía liberada aumenta la temperatura y obliga a la estrella a expandirse. La expansión provoca una bajada de temperaturas que apaga la combustión del helio, colapsándose la estrella de nuevo, aumentando la temperatura y comenzando el ciclo otra vez. Estos ciclos provocan que la estrella se transforme en una variable con grandes oscilaciones de brillo, y de paso se pierden grandes cantidades de masa de las partes externas en cada ciclo, debido a la poca intensidad gravitatoria en las zonas más externas.

## Descubrimiento
El proceso triple alfa depende fuertemente de la resonancia energética entre el núcleo de carbono-12 y los núcleos de berilio-8 y helio-4. En 1952 se desconocían dichos valores, y el astrofísico Fred Hoyle usó el hecho de que exista tal cantidad de carbono-12 como evidencia de la existencia de dicha resonancia. Hoyle le mostró su idea al físico nuclear William Fowler, quien admitió que ese nivel energético no se había tenido en cuenta en los trabajos anteriores sobre el carbono-12. Este nivel resonante fue encontrado experimentalmente por W. Fowler y colaboradores poco después de la sugerencia de Hoyle, cerca de 7,65 MeV.